# Mariko Okada

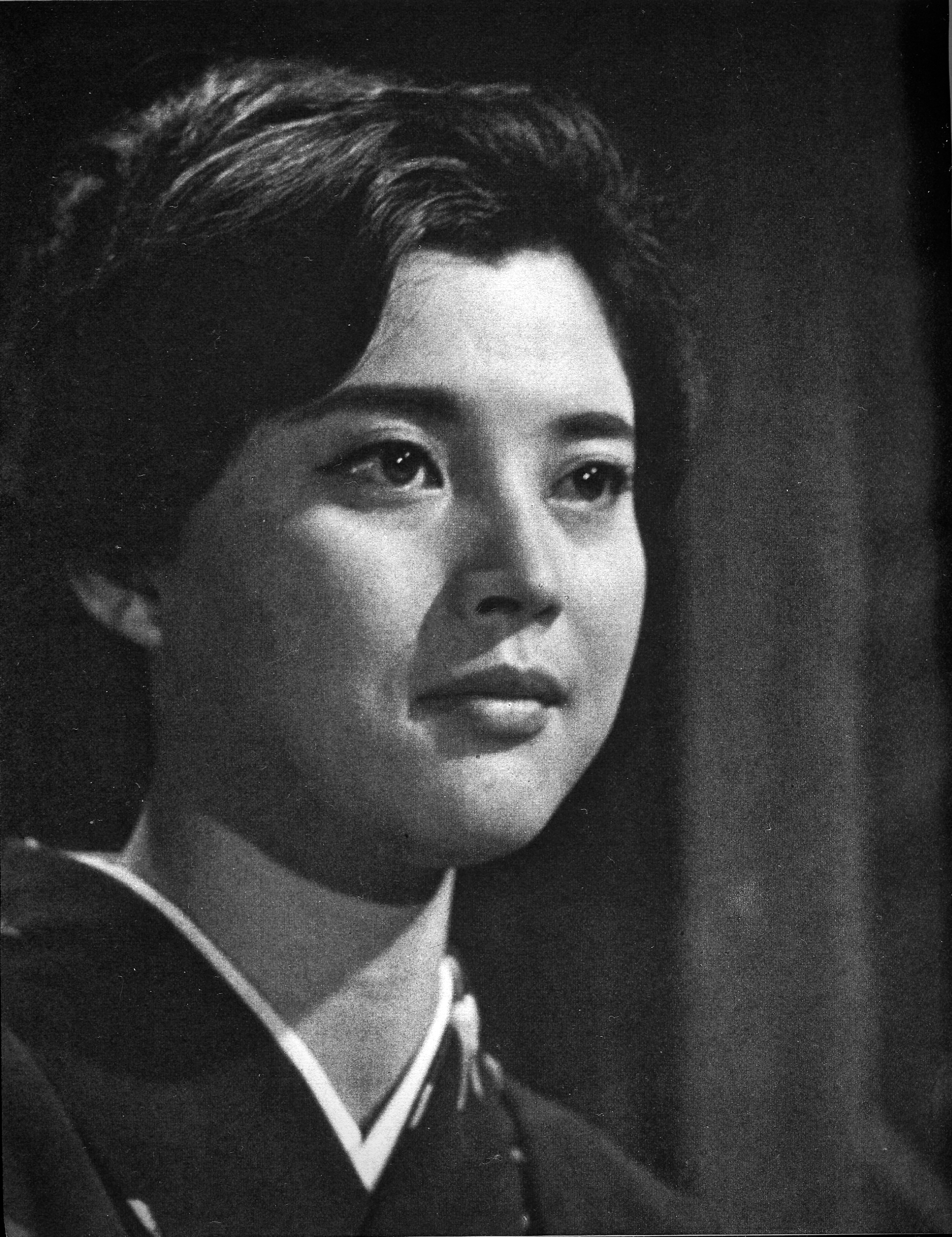
Mariko Okada im Jahr 1962

Mariko Okada (jap. 岡田 茉莉子, Okada Mariko, eigentlich Mariko Yoshida 鞠子; * 11. Januar 1933 in der Präfektur Tokio) ist eine japanische Schauspielerin, die seit 1951 in über 140 Filmen und Fernsehserien mitwirkte.

## Leben
Mariko Okada wurde 1933 in der Präfektur Tokio geboren, wuchs aber später in der Präfektur Niigata auf. Ihr Vater war der Stummfilmschauspieler Tokihiko Okada, der nur ein Jahr nach der Geburt seiner Tochter im Januar 1934 mit 30 Jahren an Tuberkulose starb. 1951 wurde die mittlerweile achtzehnjährige Mariko Okada von dem Filmregisseur Yasujiro Ozu, der bereits 1931 mit ihrem Vater bei dem Film Tokyo no kōrasu zusammengearbeitet hatte, entdeckt und bei der Filmgesellschaft Tōhō lanciert. Ihre erste Filmrolle erhielt sie noch im gleichen Jahr in Mikio Naruses Maihime. 1957 wechselte sie zu Shōchiku, wo sie bevorzugt in melodramatischen Rollen tragischer Heldinnen auftrat. Ihre Rolle als sich emanzipierende Frau in der patriarchalen Gesellschaft in Keisuke Kinoshitas Kōge (1964) gehört zu ihren herausragenden Darstellungen.
Mariko Okada heiratete 1966 den Filmregisseur Yoshishige Yoshida im bayerischen Aschau im Chiemgau im Stile einer traditionellen Alpenhochzeit, nachdem sie zuvor in München feierlich empfangen worden waren. Gemeinsam gründete das Paar später die Filmgesellschaft Gendai Eiga-sha. Fortan war sie in mehreren seiner Filme zu sehen. Sie spielte eine inzestuös liebende Mutter in Mizu de kakareta monogatari aus dem Jahr 1965, verkörperte 1970 die Anarchistin Noe Ito in Erosu purasu gyakusatsu und im folgenden Jahr eine an Aphasie erkrankte Schauspielerin in Kokuhakuteki joyūron. Daneben war sie Produzentin des 1973 erschienenen biografischen Filmes Kaigenrei über das Leben von Kita Ikki. Mariko Okada ist bis heute als Schauspielerin aktiv und wurde für ihre Leistungen mehrfach ausgezeichnet.

## Auszeichnungen
- 1959: Preis des Mainichi Eiga Concours als beste Nebendarstellerin
- 1963: Kinema Junpo Award als beste Schauspielerin
- 1963: Preis des Mainichi Eiga Concours als beste Hauptdarstellerin
- 1998: Golden Glory Award und Platinum Grand Prize bei den Japanese Movie Critics Awards
- 2019: Spezialpreis des Vorsitzenden des Japanese Academy Award

## Filmografie (Auswahl)
- 1951: Maihime
- 1954: Samurai (Miyamoto Musashi)
- 1955: Ukigumo
- 1955: Tabiji
- 1955: Zoku Miyamoto Musashi: Ichijōji no Kettō
- 1956: Nagareru
- 1956: Miyamoto Musashi kanketsuhen: kettō Ganryūjima
- 1957: Yagyu Bugeicho
- 1957: Doshaburi
- 1960: Spätherbst (Akibiyori)
- 1962: Ein Herbstnachmittag (Samma no aji)
- 1962: Akitsu Onsen
- 1964: Kōge
- 1968: Juhyô no yoromeki
- 1969: Erosu purasu gyakusatsu
- 1970: Rengoku eroica
- 1971: Eingestandene Theorie der Schauspielerin (Kokuhakuteki joyûron)
- 1977: Tod im Fahrstuhl (Ningen no Shōmei)
- 1978: Akō-jō danzetsu
- 1985: Tampopo
- 1987: Die Steuerfahnderin (Marusa no onna)
- 1998: Omocha
- 2002: Kagami no onnatachi
- 2002–2015: Onsen Waka Okami no Satsujin Suiri (Filmreihe, 19 Filme)
- 2005: Eri Eri Rema Sabakutani?